# Chalala (Moçambique)
Chalala, do original Nlhalala, é uma divisão administrativa do distrito de Manjacaze, localizada a 12 km da vila de Manjacaze, concretamente nas imediações entre a vila de Manjanaze e a localidade de Macuacua.
Na localidade existem duas escolas secundárias completas e cinco primárias. Com um legado rico, possui um monumento em memória dos que tombaram na Batalha de Coolela.
É lá também o local onde foram encontrados fósseis aptianos.